# نادی‌بودمر
نادی‌بودمر (به مجاری:  Nagybudmér) یک منطقهٔ مسکونی در مجارستان است که در ناحیه بوی واقع شده‌است.